# ترانه‌هایی که با ایمی نوشتم
ترانه‌هایی که با ایمی نوشتم (انگلیسی: Songs I Wrote with Amy) یک آلبوم چندآهنگه (ئی‌پی) از خواننده و ترانه‌پرداز بریتانیایی، اد شیرن است که به صورت مستقل در ۱۸ آوریل ۲۰۱۰ منتشر شد. تمامی ترانه‌های این اثر به صورت مشترک توسط اد شیرن و ایمی واج نوشته شده‌اند. این آلبوم در سبک فولک ساخته شده و دیوید نولان، روزنامه‌نگار، آن را مجموعه‌ای «مودبانه و متین برای بزرگسالان» توصیف کرده که مخاطبانی بالغ را هدف قرار داده است؛ با «ترانه‌هایی که از خستگی دنیا، دودلی و پشیمانی و صبح‌های پس از شب‌های دشوار حکایت می‌کنند».